# 伯明翰 (密蘇里州)
伯明翰（英語：Birmingham）是位於美國密蘇里州克萊縣的村。

## 人口
根據2020年美國人口普查的數據，伯明翰的面積為1.46平方千米，皆為陸地。當地共有人口189人，而人口密度為每平方千米129人。